# Tante Cramers testamente
Tante Cramers Testamente er en spillefilm fra 1941 instrueret af Arne Weel efter manuskript af Svend Rindom.

## Handling
Enkefru Juliane Cramer en en meget velhavende dame med en ukuelig appetit på livet. Trods sine 74 år farter hun fra fornøjelse til fornøjelse, fra mannequinopvisning til boksekamp - og når hendes sagfører minder hende om, at der er på tide, hun skriver sit testamente, afviser hun ham bestemt. Det haster ikke, for hun vil leve mange år endnu..

## Medvirkende
Blandt de medvirkende kan nævnes:
- Mathilde Nielsen
- Knud Almar
- Mime Fønss
- Gunnar Lauring
- Gull-Maj Norin
- Karl Gustav Ahlefeldt
- Sigfred Johansen
- Bjarne Forchhammer
- Bodil Kjer
- Clara Østø
- Helge Kjærulff-Schmidt
- Preben Lerdorff Rye
- Preben Mahrt